# Anupshahr

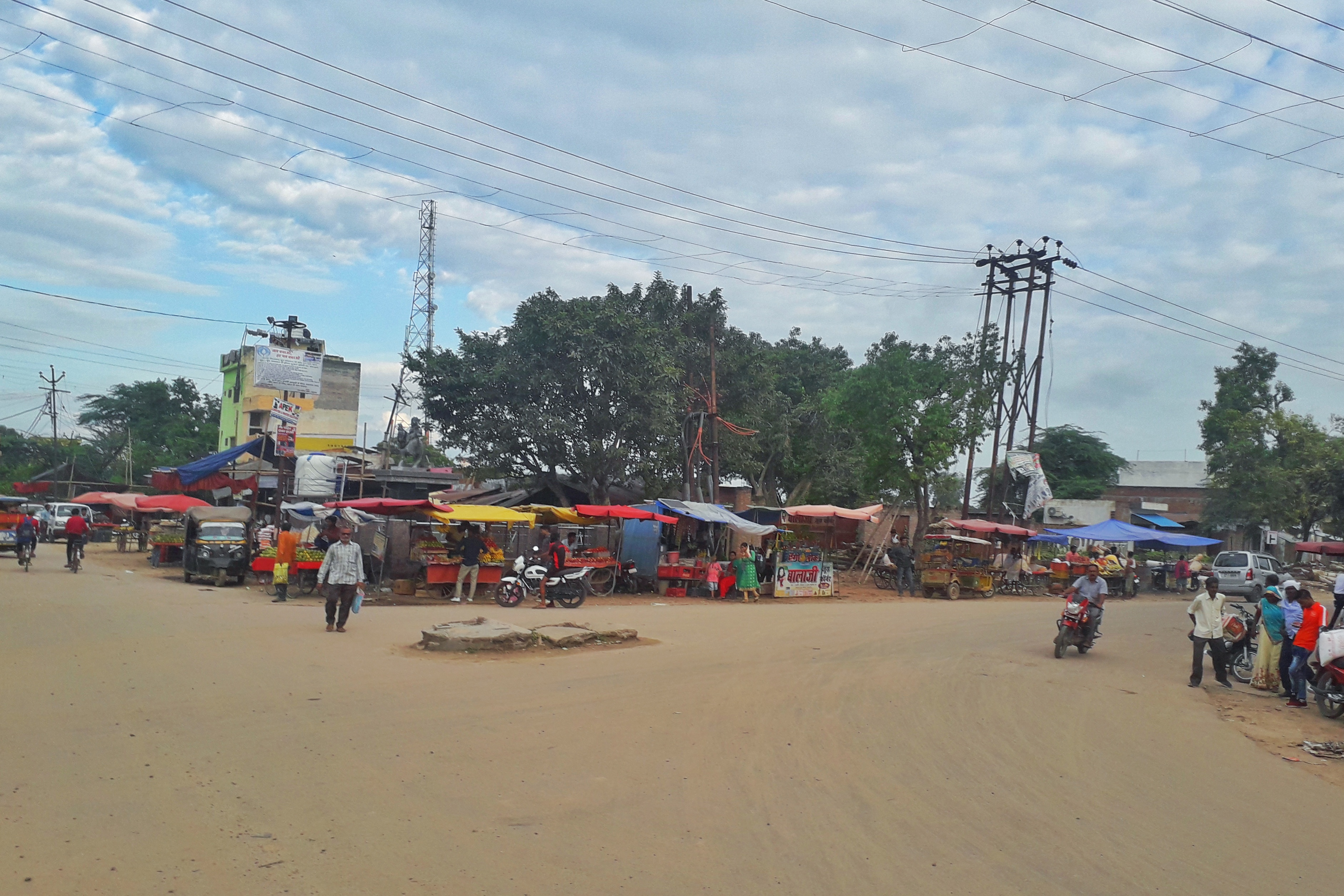
Anupshahar

Anupshahr es  una ciudad y municipio situado en el distrito de Bulandshahr en el estado de Uttar Pradesh (India). Su población es de 29087 habitantes (2011). Se encuentra a orillas del río Ganges.

## Demografía
Según el  censo de 2011 la población de Anupshahr era de 29087 habitantes, de los cuales 15288 eran hombres y 13799 eran mujeres. Anupshahr tiene una tasa media de alfabetización del 70,18%, superior a la media estatal del 67,68%: la alfabetización masculina es del 76,93%, y la alfabetización femenina del 62,75%.